# تشارلز مارشال (لاعب كريكت)
تشارلز مارشال (17 أكتوبر 1842 - 11 فبراير 1925) (بالإنجليزية: Charles Marshall)‏ هو لاعب كريكت بريطاني.